# Hello Rockview
Hello Rockview is het derde studioalbum van de Amerikaanse ska-punkband Less Than Jake. Het album werd op 6 oktober 1998 uitgegeven via Capitol Records en is opgenomen in de Mirror Image Studio in Gainesville, Florida. Het is geproduceerd door Howard Benson. Hello Rockview is het eerste studioalbum waar trombonist Pete Anna aan heeft meegewerkt.

## Nummers
1. "Last One out of Liberty City" - 2:01
2. "Help Save the Youth of America from Exploding" - 2:53
3. "All My Best Friends Are Metalheads" - 3:31
4. "Five State Drive" - 2:48
5. "Nervous in the Alley" - 2:54
6. "Motto" - 3:14
7. "History of a Boring Town" - 3:22
8. "Great American Sharpshooter" - 1:28
9. "Danny Says" - 2:51
10. "Big Crash" - 2:43
11. "Theme Song for H Street" - 2:43
12. "Richard Allen George... No, It's Just Cheez" - 1:46
13. "Scott Farcas Takes It on the Chin" - 2:34
14. "Al's War" - 3:04

## Muzikanten
| Less Than Jake - Chris Demakes - gitaar, zang - Roger Manganelli - basgitaar, zang - Vinnie Fiorello - drums - Buddy Schaub - trombone - Pete Anna - trombone - Derron Nuhfer - saxofoon | Aanvullende muzikanten - Howard Benson - keyboard |